# Koreanische Amerikaner
Koreanische Amerikaner (engl. Korean Americans) sind Bürger der Vereinigten Staaten von koreanischer Abstammung.

## Demografie
Nach Angaben des United States Census 2010 lebten 1,4 Millionen Koreanische Amerikaner in den Vereinigten Staaten. Die Hauptsiedlungsgebiete der Koreanischen Amerikaner sind Greater Los Angeles Area (334.329) und die New York Metropolitan Area (218.764). Mit dem englischen Begriff Koreatown, umgangssprachlich auch K-town genannt, wird eine koreanische ethnische Enklave in einer Großstadt bezeichnet. Es sind auch viele koreanische Kinder von US-Amerikanern adoptiert worden.

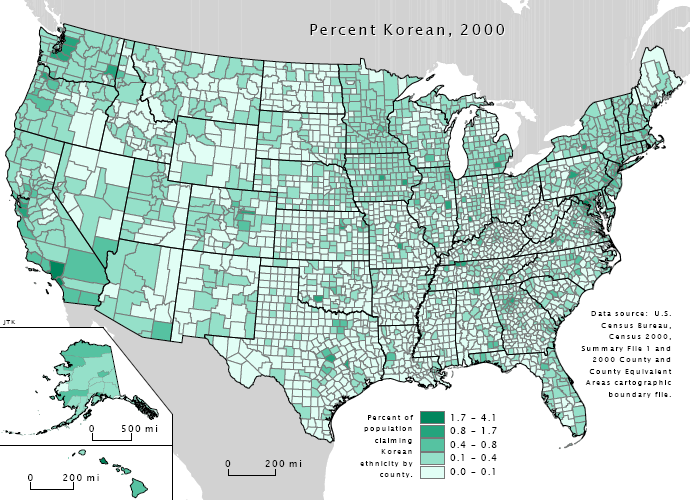
Bevölkerungsdichte in den Vereinigten Staaten, 2000

## Bekannte koreanische Amerikaner
- Philip Ahn, Schauspieler
- Priscilla Ahn, Sängerin
- Sarah Chang, Violinistin
- Jamie Chung, Schauspielerin
- John Cho, Schauspieler
- Kah Kyung Cho, Philosoph
- Margaret Cho, Schauspielerin
- Simon Cho, Shorttracker
- Smith Cho, Schauspielerin
- Justin Chon, Schauspieler und Regisseur
- Joe Hahn, Künstler, Musiker und als DJ der Band Linkin Park bekannt
- Daniel Henney, Schauspieler
- Sarah Jeong, Journalistin
- Ken Jeong, Schauspieler und Arzt
- Jessica Jung, Mitglied der K-Pop-Band Girls’ Generation
- Krystal Jung, Mitglied der K-Pop-Band f(x)
- Tim Kang, Schauspieler
- Sung Kang, Schauspieler
- Anthony Kim, Golfspieler
- Daniel Dae Kim, Schauspieler
- Jaegwon Kim, Philosoph
- Jay Kim, Politiker
- Jim Yong Kim, Präsident der Weltbank
- Harold Hongju Koh, Rechtswissenschaftler
- Benjamin W. Lee, theoretischer Physiker
- C. S. Lee, Schauspieler
- Chang-Rae Lee, Schauspieler
- James Kyson Lee, Schauspieler
- Jim Lee, Comiczeichner
- Johannah Lee, Badmintonspielerin
- Will Yun Lee, Schauspieler
- Samuel Lee, Wasserspringer
- Dave Min, Rechtswissenschafter und Politiker
- John Myung, Bassist von Dream Theater
- Soon-Tek Oh, Schauspieler
- Karen Orzolek, Sängerin der Yeah Yeah Yeahs
- Jim Paek, Eishockeyspieler
- Nam June Paik, Künstler
- Grace Park, Schauspielerin
- Lena Park, Sängerin
- Richard Park, Eishockeyspieler
- Cathy Park Hong, Schriftstellerin
- Rimhak Ree, Mathematiker
- Daewon Song, Skateboarder
- Brian Tee, Schauspieler
- Tiffany, Mitglied der K-Pop-Band Girls’ Generation
- Jenna Ushkowitz, Schauspielerin
- Hines Ward, American-Football-Spieler
- Michelle Wie, Golfspielerin
- Steven Yeun, Schauspieler
- Aaron Yoo, Schauspieler
- Karl Yune, Schauspieler
- Rick Yune, Schauspieler